# Dark Space III
Dark Space III è il terzo album in studio del gruppo musicale svizzero Darkspace, pubblicato nel 2008 dalla Avantgarde Music.

## Tracce
1. Dark 3.11 – 11:04
2. Dark 3.12 – 10:40
3. Dark 3.13 – 11:48
4. Dark 3.14 – 11:01
5. Dark 3.15 – 3:34
6. Dark 3.16 – 14:09
7. Dark 3.17 – 16:58

Durata totale: 79:14

## Formazione

### Gruppo
- Wroth – voce, chitarra
- Zhaaral – voce, chitarra
- Zorgh – voce, basso